# Кэмпбелл, Норман (футболист)
Норман Одале Кэмпбелл (англ. Norman Odale Campbell; род. 24 ноября 1999, Кингстон) — ямайский футболист, нападающий клуба «Раннерс». Выступал за сборную Ямайки.

## Клубная карьера
Кэмпбелл — воспитанник клуба «Харбор Вью». 4 февраля 2019 года в матче против «Уотерхаус» он дебютировал в ямайской Премьер-лиге. 1 сентября года в поединке против «Маунт Плезант Академи» Норман забил свой первый гол за «Харбор Вью». В 2020 году Кэмпбелл на правах аренды перешёл в сербский «Графичар». 26 октября в матче против «Будучности» он дебютировал в Первой лиге Сербии. 21 ноября в поединке против «Слоги» Норман забил свой первый гол за «Графичар».
Летом 2021 года Кэмпбелл перешёл в «Чукарички». 16 июля в матче против «Вождоваца» он дебютировал в сербской Суперлиге.

## Международная карьера
14 ноября 2020 года в товарищеском матче против сборной Саудовской Аравии Кэмпбелл дебютировал за сборную Ямайки.